# Пхранакхон

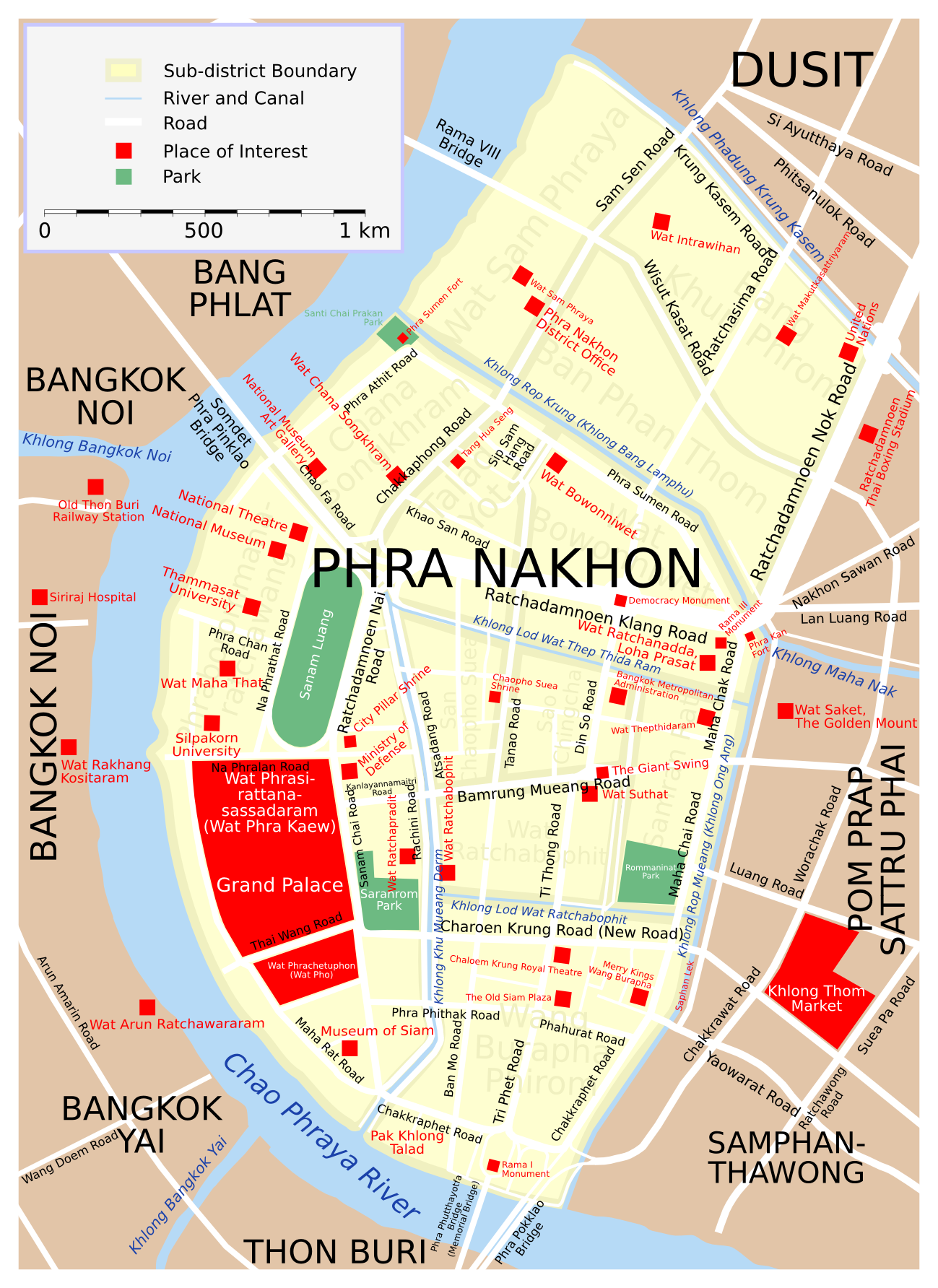
Карта району

13°45′52″ пн. ш. 100°29′57″ сх. д. / 13.764444444444° пн. ш. 100.49916666667° сх. д.
Пхранакхон (тай. พระนคร) — один з 50 районів (кхетів) Бангкока. Це центральний район міста, що включає острів Раттанакосин. Він межує (з півночі, за годинниковою стрілкою) з районами Бангкока Дусіт, Помпрапсаттрупхай, Сампхантхавонг та на іншому березі річки Чаупхрая з районами Тхонбурі, Бангкок Яй, Бангкок Ной та Бангпхлат.

## Розташування
Район оточений річкою Чаупхрая на заході, каналом Кхлонг Пхадунг Крунг Касем на півночі, вулицею Ратчадамнен Роуд та каналом Кхлонг Онг Анг на сході. У районі Пхранакхон також розташовані лак мианг, святилище, що відмічає центр міста, площа Санам Луанг, Великий палац та храм Ват Пхракеу, Національний музей Бангкока в колишньому палаці віце-короля та головні кампуси університетів Тхаммасат та Сілпакон.
Інші визначні пам'ятки: храм Ват Пхо, Великі гойдалки і храм Ват Сутхат, Пам'ятник демократії та відома вулиця Кхаосан.
З 14 фортець, що захищали Бангкок до наших днів збереглися лише дві: фортеця Пхра Сумен у північній частині району та фортеця Махакан на сході. У 2000 році навколо фортеці Пхра Сумен відкрився парк Сантічайпракан.

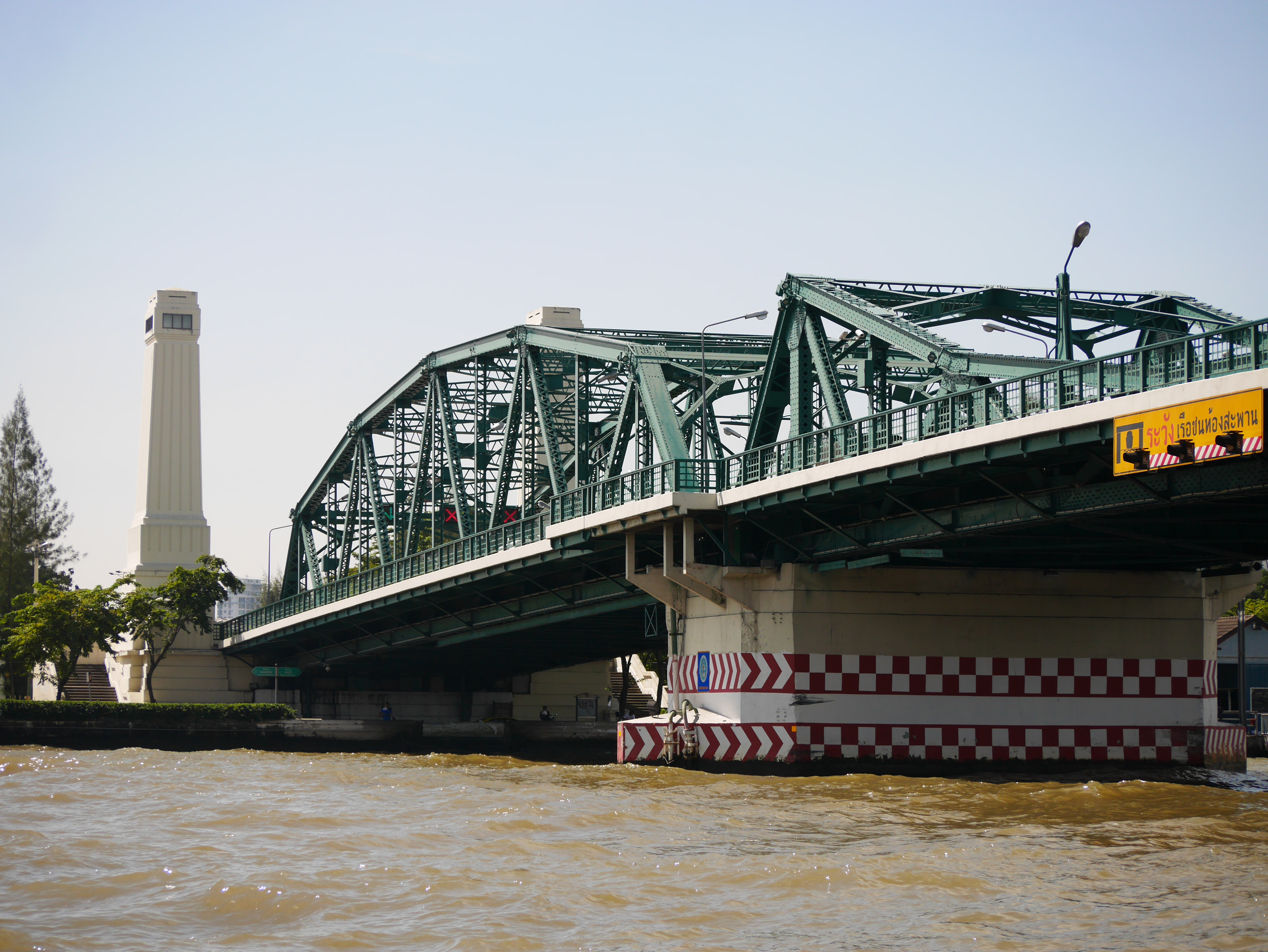
Міст Рами I

У 2005 році узбережжя району від мосту Рами I на півдні до пірсу Васукрі в районі Дусіт було передано на розгляд до ЮНЕСКО як можливий об'єкт всесвітньої спадщини.
Інша цікава визначна пам'ятка — Королівський театр Сала Чалермкрунг на вулиці Чаренкрунг Роуд. Це найстаріший кінотеатр і перший театр з кондиціонованим залом Таїланду, а також єдиний театр «Золотого віку» тайського кіно, що зберігся. Побудований за указом короля Прачадіпока, він відкрився 2 липня 1933 року. Незважаючи на те, що там не показуються фільми, театр був відремонтований і тепер використовується здебільшого для виступів тайських танців. Неподалік розташовані квітковий ринок Пак Кхлонг Талат та відомий ринок амулетів Тха Пхрачан.
Район навколо вулиці Пхахурат Роуд вважається «маленькою Індією». Вулиця була прокладена за короля Чулалонгкорна близько століття тому, і після цього тут почало формуватися індійська спільнота. У 1933 році в цьому районі було збудовано Сірі Гуру Сінгх Сабха, перший сикхський храм Таїланду. Зараз цей район відомий індійськими тканинами та індійською кухнею.

## Історія
Раніше Пхранакхон був ампхе (районом) і називався Чанасонгхрам (อำเภอชนะสงคราม). 15 жовтня 1915 року після адміністративної реформи в Бангкоку було створено 25 районів, і 12 березня 1928 року шість із цих районів: Пхахурат, Самранрат, Пхраратчаванг, Чанасонгкхрам, Самйот і Бангкхунпхром були об'єднані в ампхе Пхранках.

## Свята
Сонгкран, традиційний Тайський Новий Рік, відзначається по всій країні 13-15 квітня кожного року по всій країні. Вулиця Каосан Роуд в районі Пхранакхон — популярне місце для святкування серед місцевих, і туристів, де вони за традицією обливаються водою.
Під час іншого свята, Лойкратхонга, яке відзначається в 15-й день 12-го місячного місяця, популярним місцем запускати ліхтарики в плавання стає весь берег річки Чаопхрая та фортеця Пхрасумен.
Проспект Ратчадамнен часто прикрашається ілюмінацією до дня народження короля (28 липня), дня народження королеви-матері (12 серпня), Національного дня (5 грудня) та інших свят. Санам Луанг, нещодавно відкрита площа Лан Пхлабпхла Маха Чессадабодін (ลานพลับพลามหาเจษฎาบดินฌ

## Адміністрація
Район поділений на 12 підрайонів (кхвенгів).
| 1. | Пхра Бором Маха Ратчаванг | พระบรมมหาราชวัง |  | 7.  | Бовонівет     | บวรนิเวศ    |  |
| 2. | Ванг Бурапхапхіром        | วังบูรพาภิรมย์     |  | 8.  | Талат Йот     | ตลาดยอด    |  |
| 3. | Ват Ратчабопхіт           | วัดราชบพิธ       |  | 9.  | Чанасонгкхрам | ชนะสงคราม  |  |
| 4. | Самранрат                 | สำราญราษฎร์     |  | 10. | Бан Пхантхом  | บ้านพานถม   |  |
| 5. | Сан Чаопхо Сиа            | ศาลเจ้าพ่อเสือ    |  | 11. | Бангкхунпхром | บางขุนพรหม  |  |
| 6. | Сао Чингча                | เสาชิงช้า        |  | 12. | Ват Сампхрая  | วัดสามพระยา |  |

## Галерея

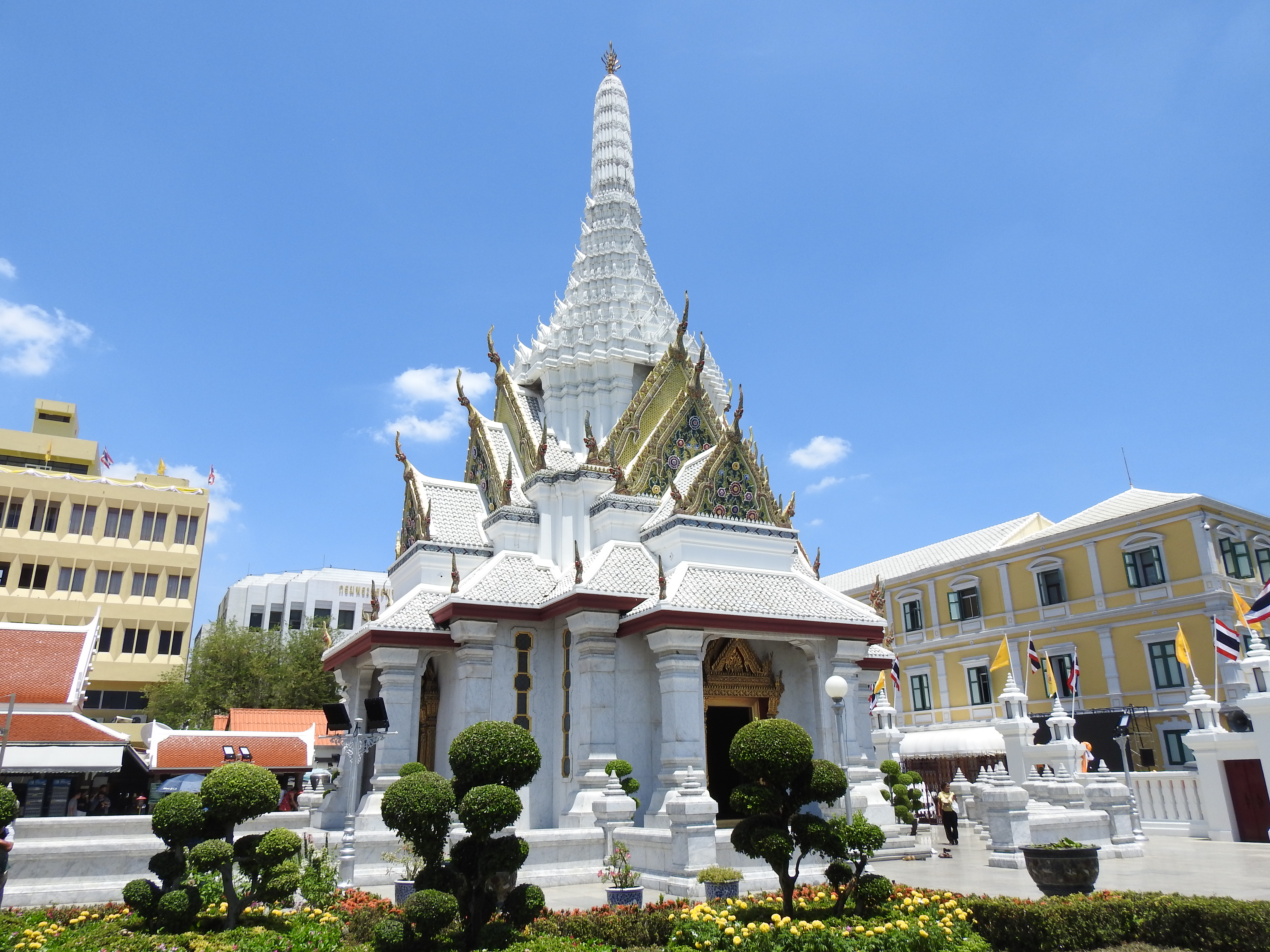
Лак мианг (หลักเมือง), відзначаючий центр Бангкоку
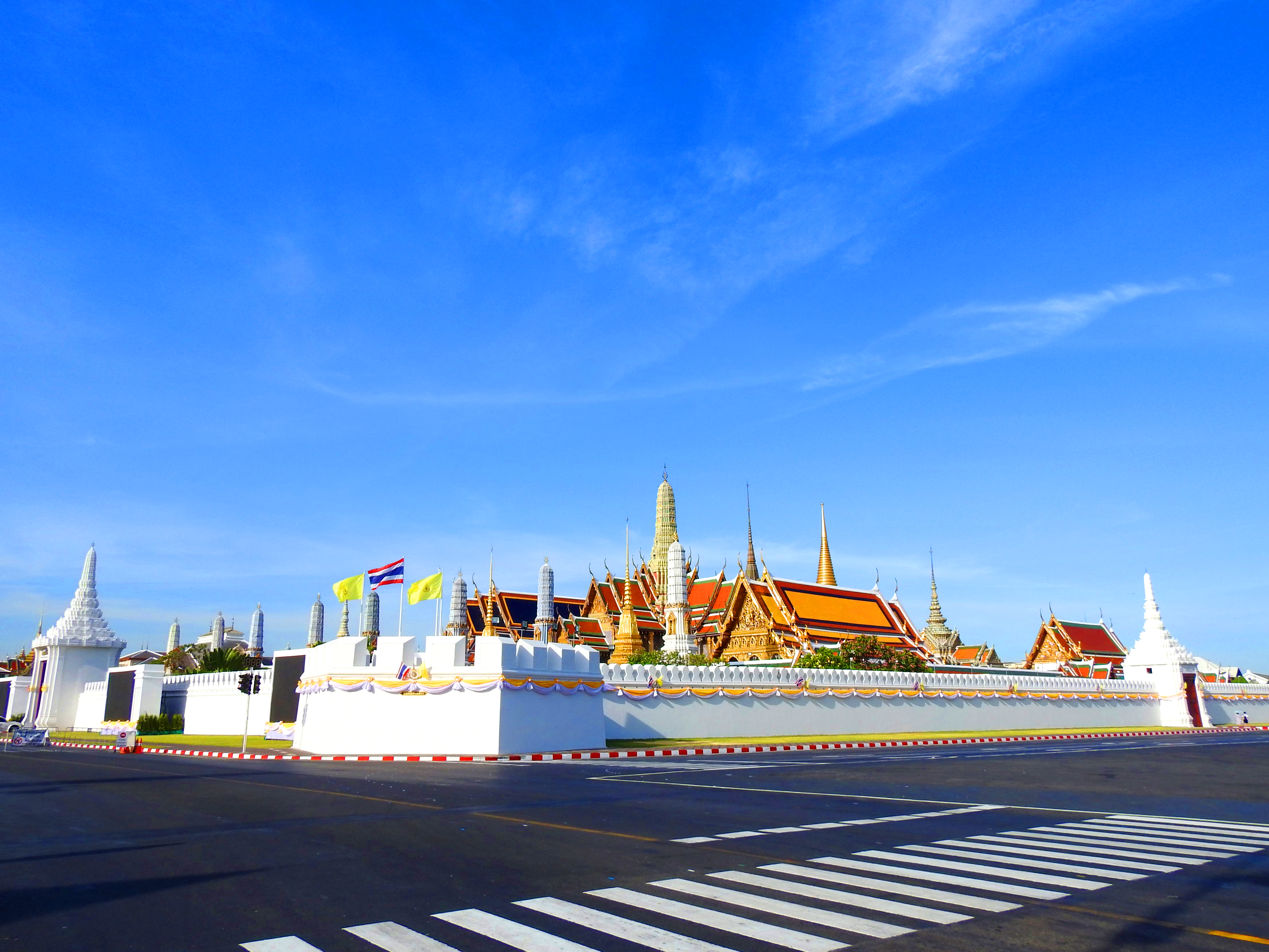
Великий палац у кутку Санам Луанг
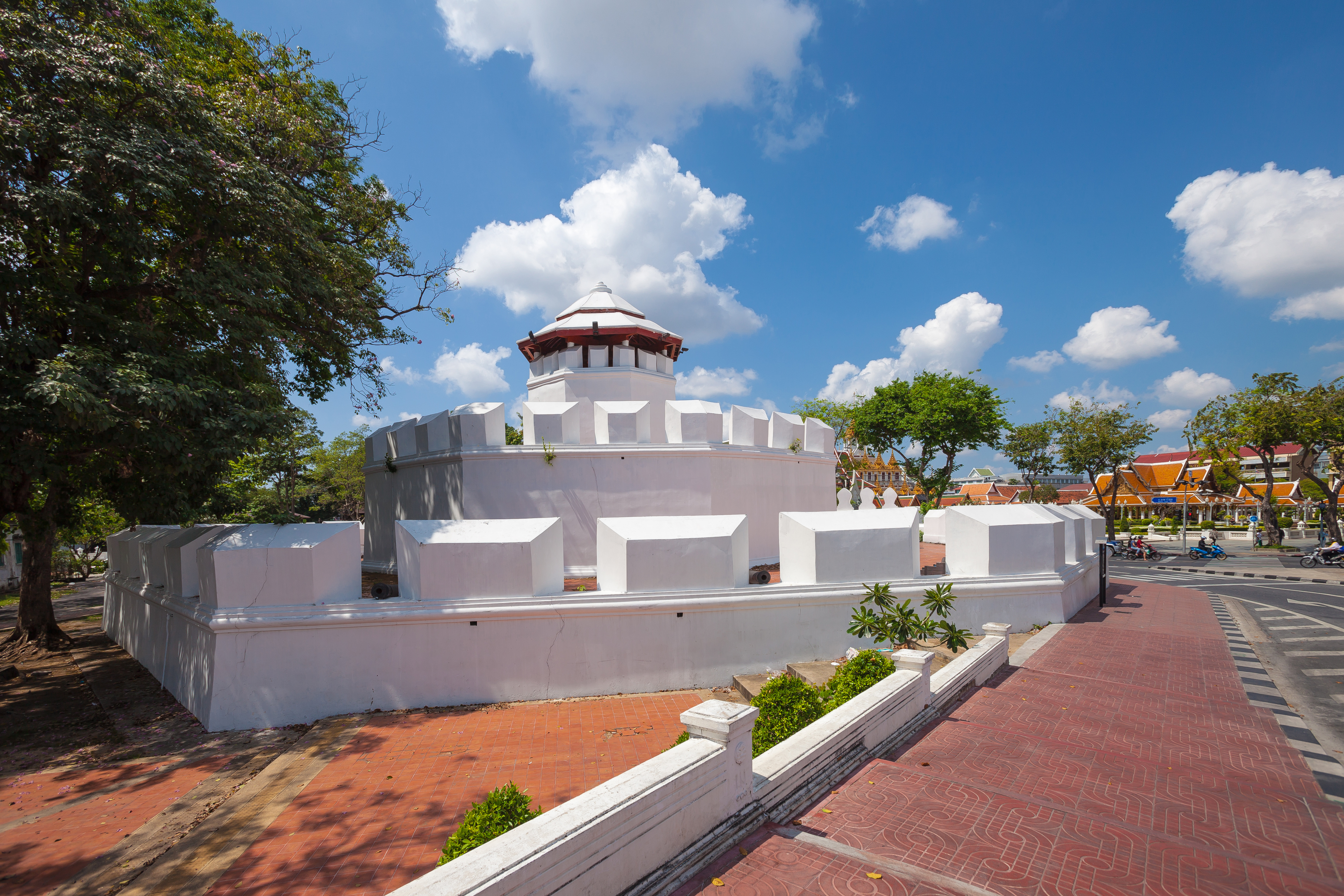
Фортеця Махакан, одна з 14 фортець, що захищали Бангкок
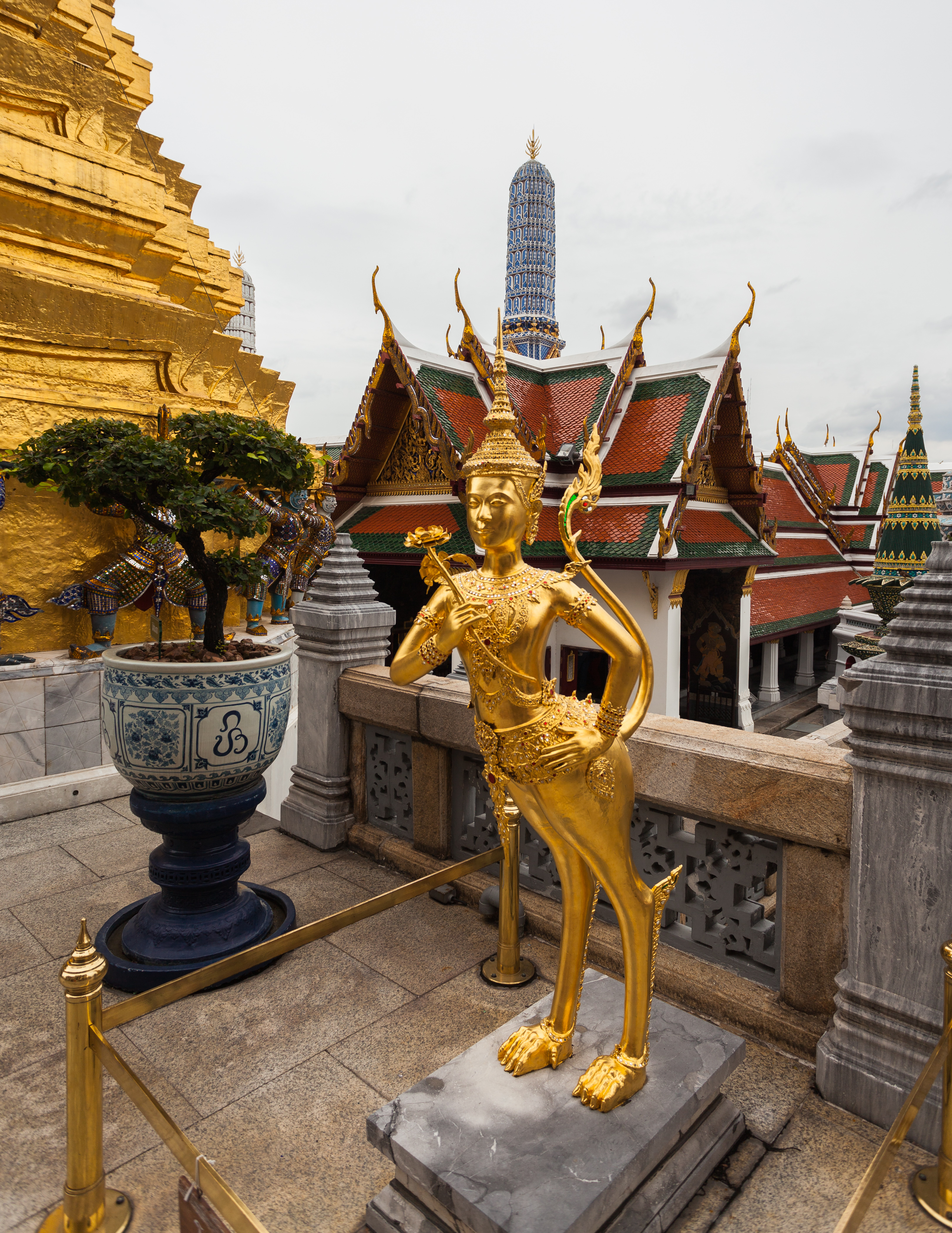
Статуя кіннарі у Великому палаці
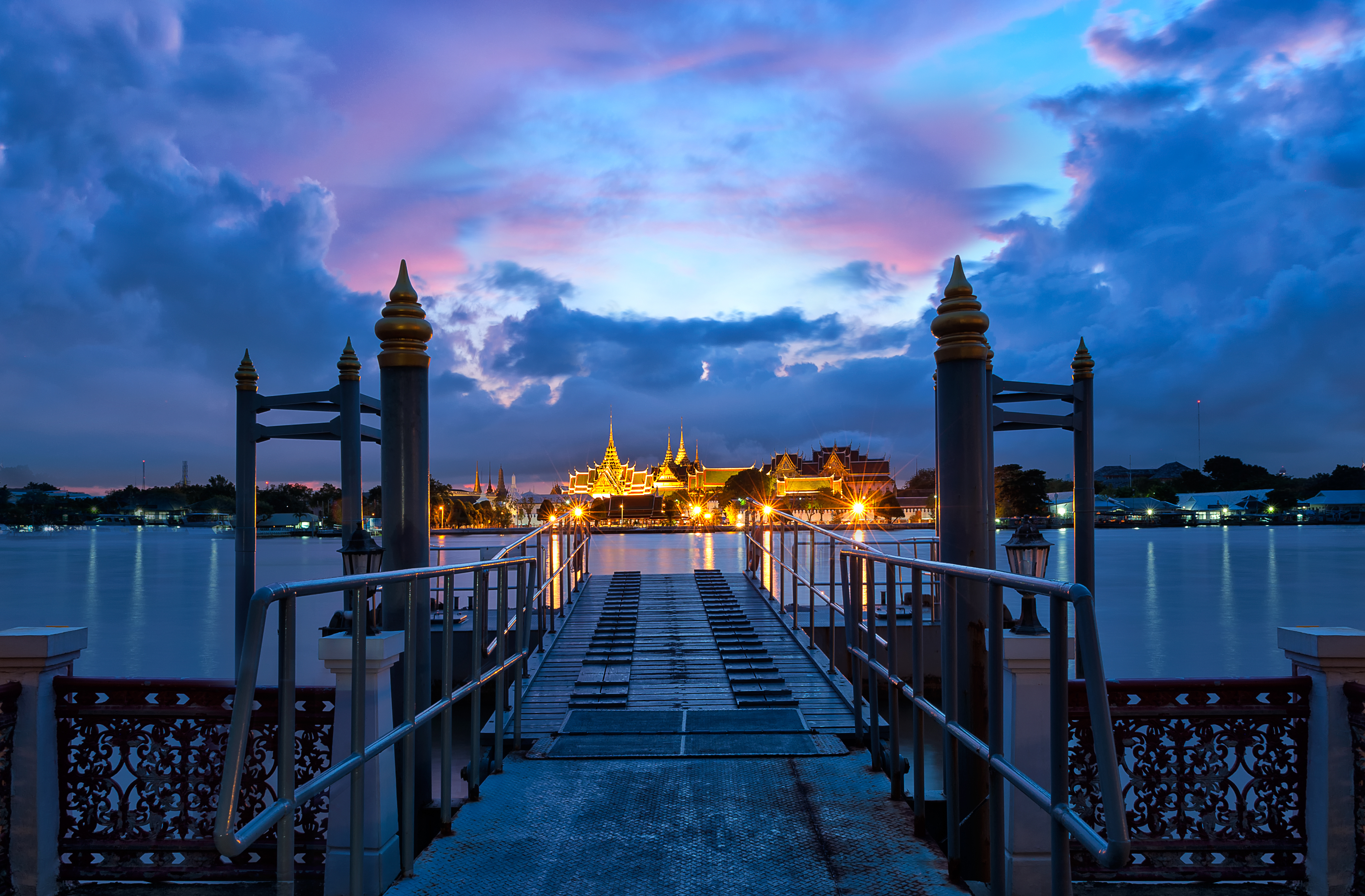
Великий палац, вид з боку Тхонбурі через річку Чаупхраї
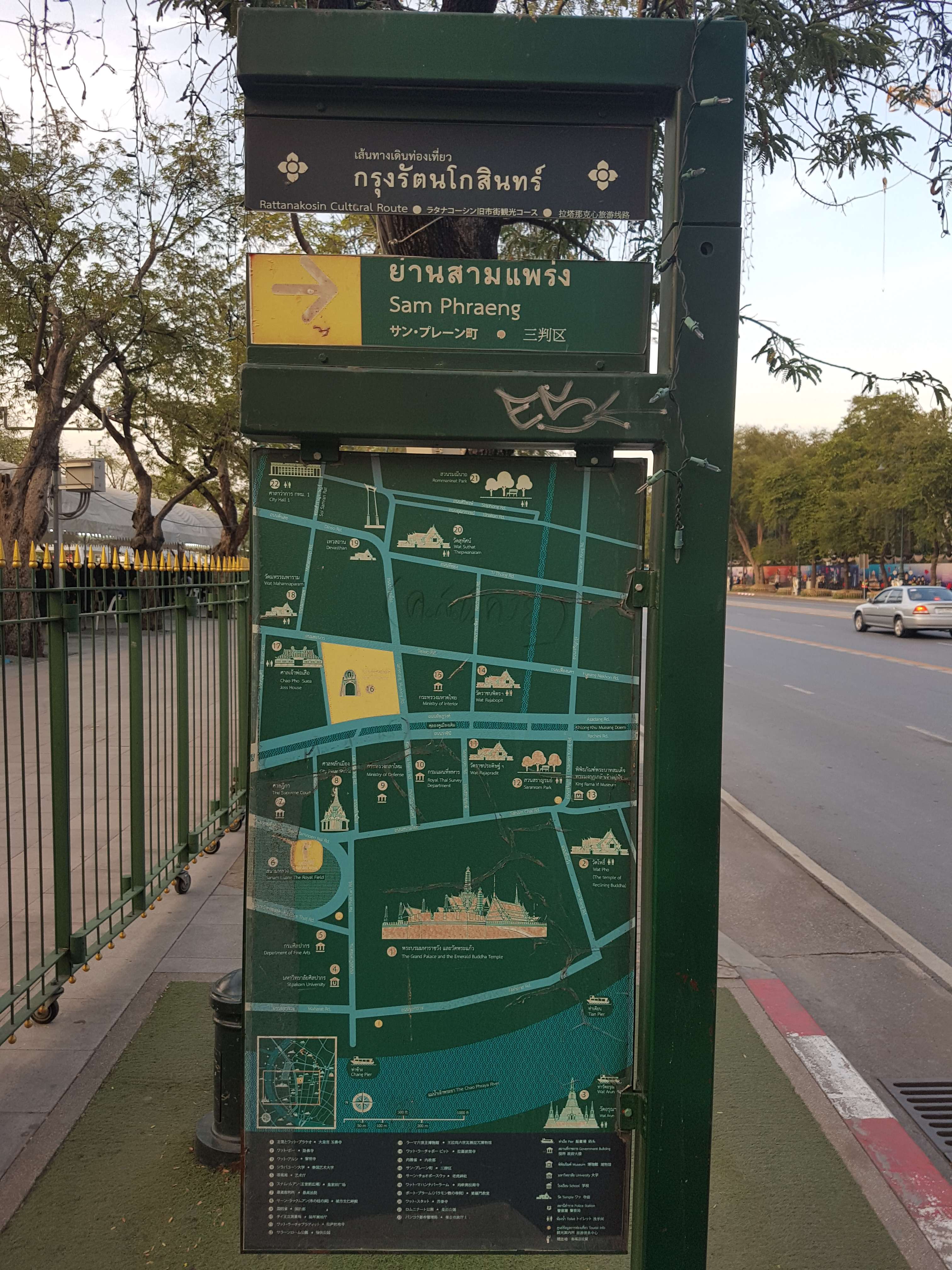
Туристичний покажчик у Санам Луанг
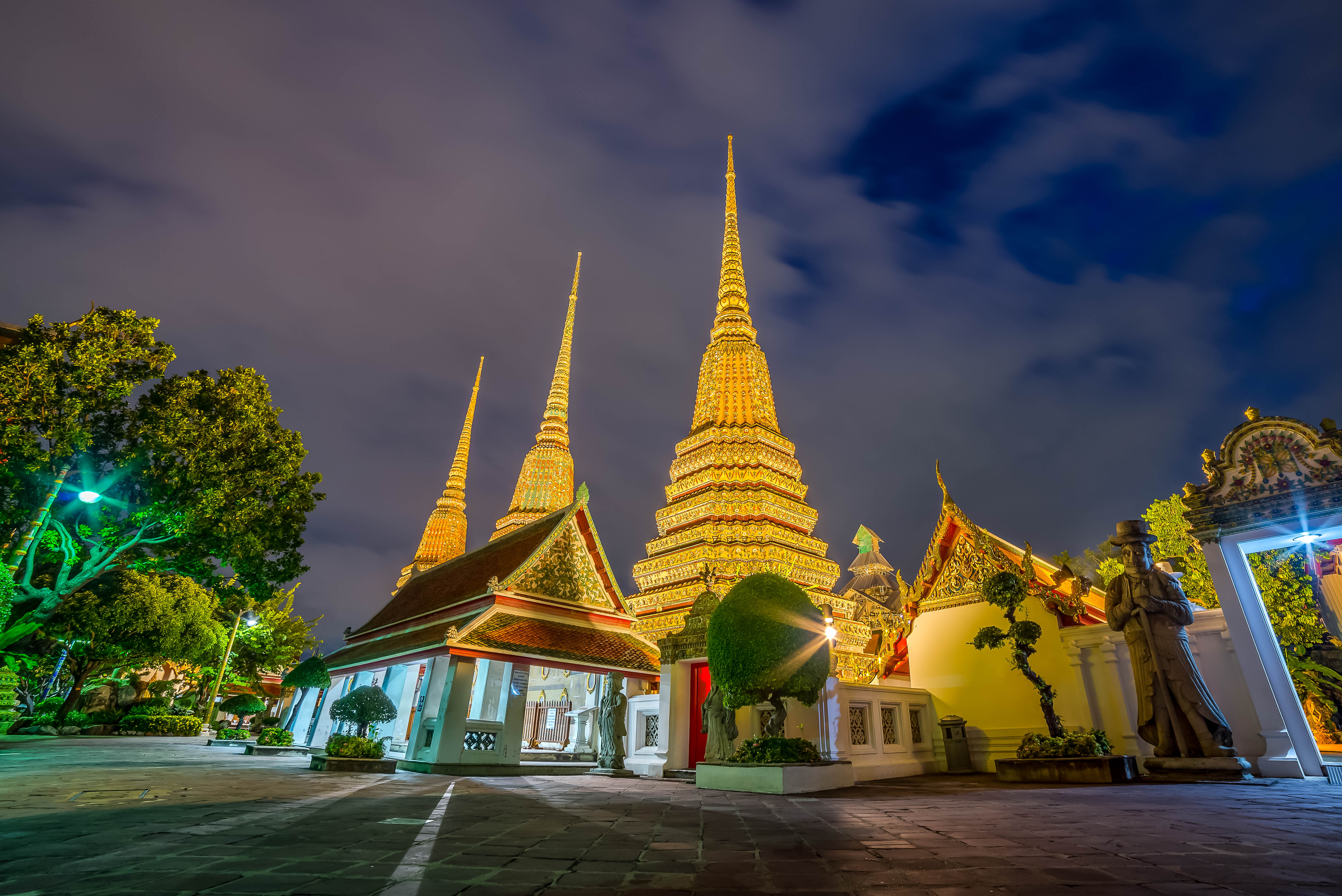
Храм Ват Пхо
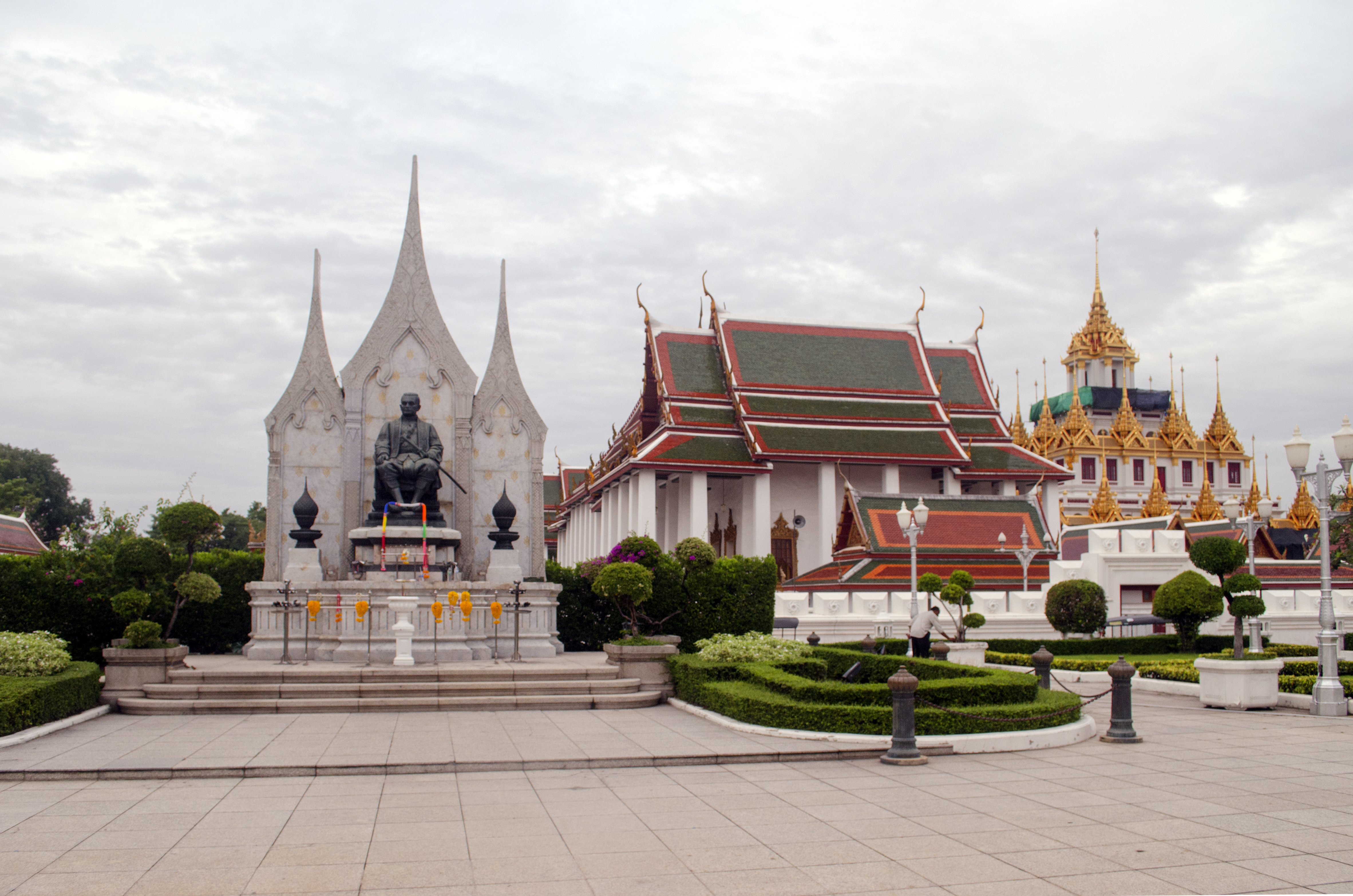
Пам'ятник Рамі III на площі Лан Пхлабпхла Маха Чессадабодін та храм Ват Ратчанадда (ззаду)
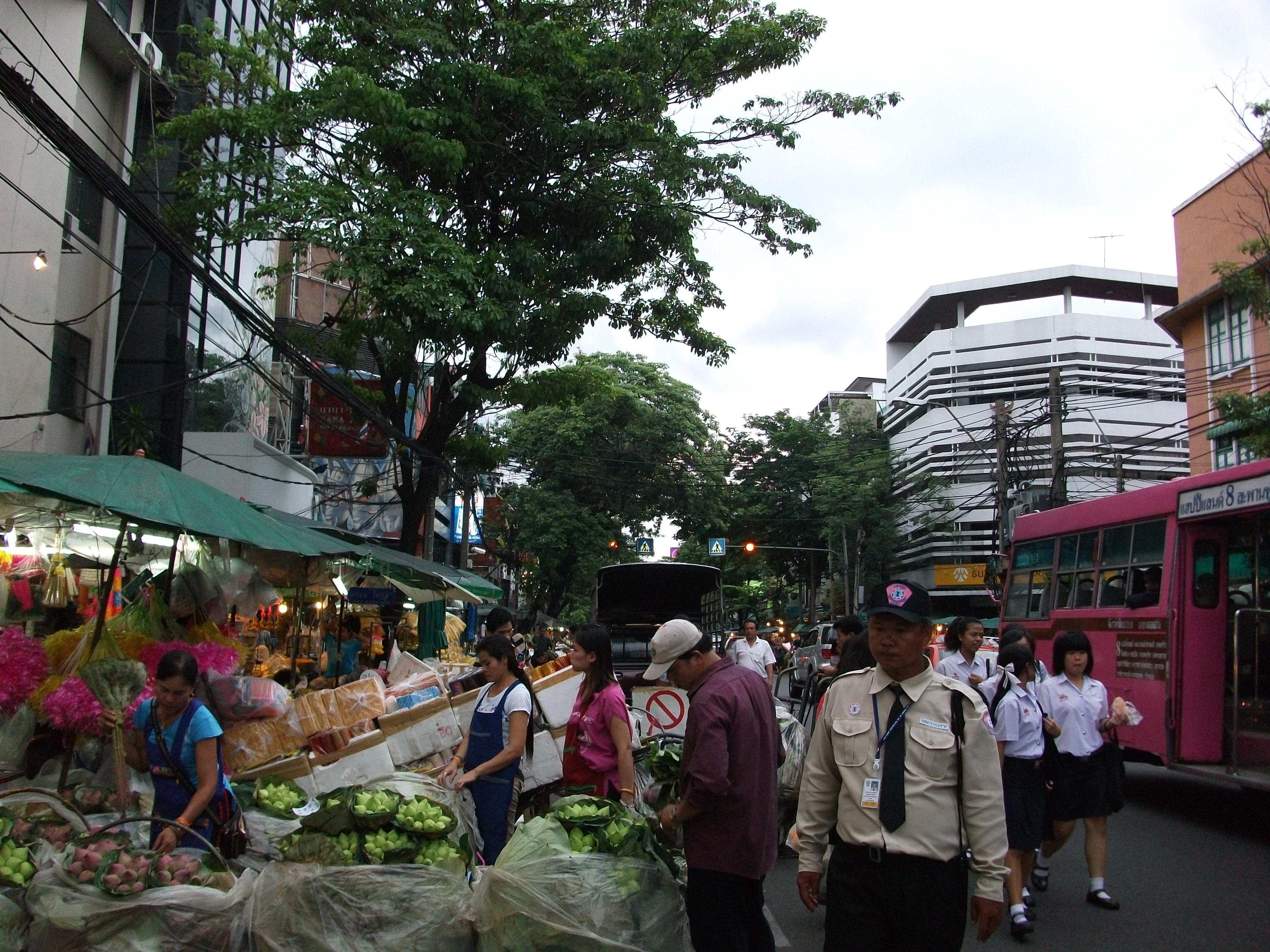
Пак Кхлонг Талат, найбільший квітковий ринок Бангкока та Таїланду
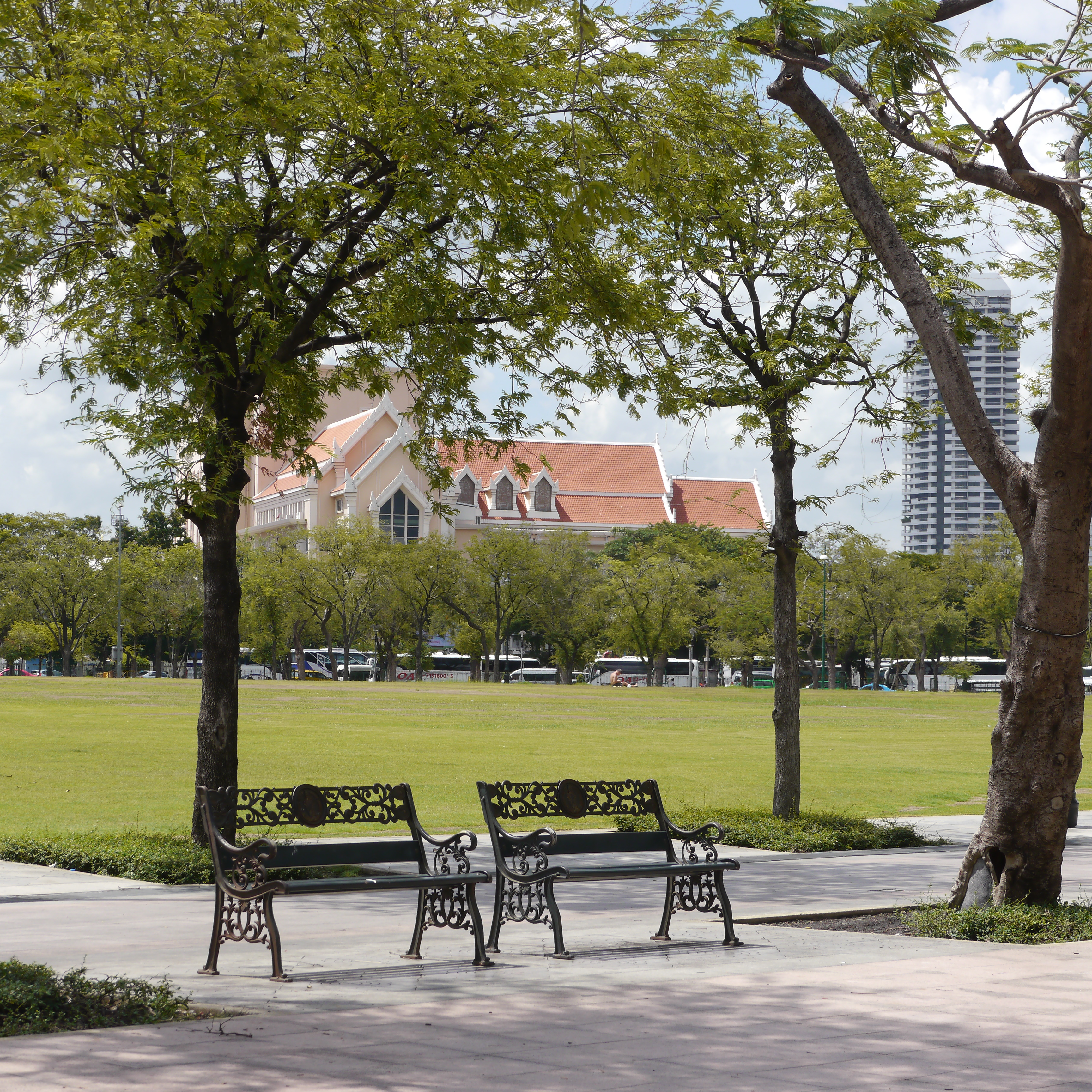
Санам Луанг